# Zanjevačka crkva
La Zanjevačka crkva (en serbe cyrillique : Зањевачка црква ; en serbe latin : Zanjevačka crkva) est une église orthodoxe serbe serbe située à Zvezdan, sur le territoire de la ville de Zaječar et dans le district de Zaječar, en Serbie. Elle est inscrite sur la liste des monuments culturels protégés de la république de Serbie (identifiant no SK 288).